# 阿南塔山 (普諾大區)
13°48′50″S 70°37′14″W / 13.81389°S 70.62056°W
阿南塔山（Ananta），是秘魯的山峰，位於該國南部普諾大區的卡拉瓦亞省，處於馬喬里蒂山以南，屬於安第斯山脈的一部分，海拔高度5,300米。